# Heterocyathus aequicostatus
Heterocyathus aequicostatus là một loài san hô trong họ Caryophylliidae. Loài này được Milne Edwards & Haime mô tả khoa học năm 1848.